# Holmsjön, Sundsvalls kommun
Holmsjön är en sjö i Bräcke kommun, Sundsvalls kommun och Ånge kommun i Jämtland och Medelpad som ingår i Ljungans huvudavrinningsområde. Sjön är 38 meter djup, har en yta på 36,6 kvadratkilometer och befinner sig 202 meter över havet.

## Geografi
Holmsjön är till större delen belägen i Holms socken i nordvästra delen av Sundsvalls kommun. Sjöns sydspets hör ligger i Indals socken, Sundsvalls kommun och sjöns norra del ligger i Bräcke kommun. En liten del ligger också i Ånge kommun.
Sjön avvattnas via Gimån som i sin tur mynnar i Ljungan.

## Delavrinningsområde
Holmsjön ingår i delavrinningsområde (695229-153636) som SMHI kallar för Utloppet av Holmsjön. Medelhöjden är 255 meter över havet och ytan är 145,05 kvadratkilometer. Räknas de 396 avrinningsområdena uppströms in blir den ackumulerade arean 3 847,76 kvadratkilometer. Gimån som avvattnar avrinningsområdet har biflödesordning 2, vilket innebär att vattnet flödar genom totalt 2 vattendrag innan det når havet efter 100 kilometer. Avrinningsområdet består mestadels av skog (63 procent). Avrinningsområdet har 36,74 kvadratkilometer vattenytor vilket ger det en sjöprocent på 25,3 procent.